# Kristian Bader
Kristian Bader (* 14. Februar 1965 in Minden) ist ein deutscher Theater- und Fernsehschauspieler.

## Leben
Kristian Bader wurde als Sohn eines Bundeswehrpiloten und einer Klavierlehrerin geboren. Er wuchs in Leck (Nordfriesland) auf, da sein Vater dort stationiert war. Nach dem Umzug nach Münster in den 1980er Jahren begann Bader bereits als Jugendlicher, Theaterstücke und Lieder zu schreiben. Nach dem Schulabschluss am Immanuel-Kant-Gymnasium bewarb sich Bader an Schauspielschulen in ganz Deutschland, wobei er aber an allen abgelehnt wurde. Daraufhin begann er ein Studium in den Fächern Englisch, Erdkunde und Sinologie in Bonn, das er nach dem dritten Semester abbrach, um eine Ausbildung an einer Musicalschule in Hamburg zu beginnen. 1990 gründete er zusammen mit Michael Ehnert das „Bader-Ehnert-Kommando“, das diverse Preise der Kabarett- und Kleinkunstszene gewinnen konnte, darunter den Prix Pantheon und den Deutschen Kleinkunstpreis. Bekannt wurde Bader auch als Darsteller des Caveman im gleichnamigen Theaterstück; eine Rolle, die er ca. 1500 mal verkörperte. Weitere zehn „Höhlenmänner“ wurden von ihm ausgebildet. 
Zurzeit (2016) bringen sieben Cavemen deutschlandweit etwa 500 Vorstellungen im Jahr auf die Bühne. 2015 war Bader als Adolf Hitler in der Bühnenadaption des Romans Er ist wieder da am Altonaer Theater zu sehen, wofür er in der Spielzeit 2015/16 vom Deutschen Bühnenverein als bester männlicher Theaterschauspieler Deutschlands nominiert wurde.
Neben seinen Theaterrollen ist Kristian Bader auch als Fernsehschauspieler aktiv, darunter in Serien wie Stubbe – Von Fall zu Fall, Die Pfefferkörner und Da kommt Kalle sowie in zwei Episoden der Fernsehreihe Tatort und Fernsehfilmen wie beispielsweise Kommissarin Fleming und der Mord vor der Kamera und Meine Tochter und der Millionär. Von 2007 bis 2013 war Bader regelmäßig in der Rubrik DAS! forscht der Fernsehsendung DAS! zu sehen.
Kristian Bader ist Vater einer Tochter und wohnt im Hamburger Stadtteil Hamm.

## Theater (Auswahl)
- Caveman (Schmidts Tivoli)
- Männerabend (Schmidts Tivoli)
- Schillers sämtliche Werke...leicht gekürzt (Altonaer Theater)
- Auf und Davon! – Nackt über die Alpen (Schmidts Tivoli)
- Ein bisschen Ruhe vor dem Sturm (Hamburger Kammerspiele)
- Hi Dad! (St. Pauli Theater)
- JAMES COOKing (Baderanstalt)
- Er ist wieder da (Altonaer Theater)
- Goethes sämtliche Werke...leicht gekürzt (Altonaer Theater)

## Filmografie
- 1998: Die Metzger (Fernsehfilm)
- 1999, 2003: Adelheid und ihre Mörder (Fernsehserie, zwei Folgen)
- 1999: Der Schrei des Schmetterlings (Fernsehfilm)
- 1999: Heimatgeschichten (Episode Heimweh, Fernsehserie)
- 1999: Tatort – Traumhaus (Fernsehreihe)
- 1999: Zwei Männer am Herd (Pilotepisode, Fernsehserie)
- 2000: T.E.A.M. Berlin (Episode Der Kreuzzug, Fernsehserie)
- 2001: Delta Team – Auftrag geheim! (Episode Amok, Fernsehserie)
- 2001: Tatort – Hasard!
- 2001: Die achte Todsünde – Gespensterjagd (Fernsehfilm)
- 2001: Fleming III – Wer schön sein will, muss sterben (Fernsehfilm)
- 2002: Stubbe – Von Fall zu Fall (Episode Das vierte Gebot, Fernsehserie)
- 2002: Kommissarin Fleming und der Mord vor der Kamera (Fleming II) (Fernsehfilm)
- 2003: Ein starkes Team – Das große Schweigen (Fernsehserie)
- 2004: Die Pfefferkörner (Episode Das Mondfest, Fernsehserie)
- 2007: Alte Freunde (Fernsehfilm)
- 2007: Da kommt Kalle (Episode Die Schreckschraube, Fernsehserie)
- 2009: Meine Tochter und der Millionär (Fernsehfilm)
- 2009: Die Treuhänderin (Fernsehdokumentarfilm)

## Belege
- Gätjen trifft ... Kristian Bader: Der wahre „Caveman“ backt und häkelt, Hamburger Abendblatt, abgerufen am 3. April 2015
- Stefan Reckziegel: Caveman Kristian Bader – der durch die Höhle geht. In: Hamburger Abendblatt. Abgerufen am 3. April 2015.
- Stefan Reckziegel: „Caveman“ Kristian Bader agiert jetzt als Hitler. In: Hamburger Abendblatt. 16. März 2015, abgerufen am 3. April 2015.